# 첨단분야 혁신융합대학
첨단분야 혁신융합대학(Convergence and Open Sharing System, COSS)은 대한민국 교육부가 주관하는 대학 간 협력 사업으로, 디지털 신기술 및 첨단분야 인재 양성을 목표로 2021년부터 2026년까지 6년간 진행되는 국가 프로젝트이다. 해당 사업은 대학 간 경계를 허물고, 학과 간 벽을 넘어 전공과 관계없이 학생들이 첨단분야 교육을 수강할 수 있도록 지원하며, 지역 및 대학 간 교육 격차 해소와 국가 수준의 핵심 인재 양성 체계 구축을 목적으로 한다.

## 개요
첨단분야 혁신융합대학 사업은 2021년 시작 당시 디지털 신기술 인재양성 혁신공유대학 사업으로 명명되었으며, 2023년부터 현재의 명칭으로 변경되었다. 이 사업은 인적·물적 자원을 상호 공유하여 대학 간 협력을 강화하고, 첨단 기술 분야의 교육 혁신을 도모한다. 총 67개 대학이 선발되었으며, 18개 컨소시엄으로 구성되어 각기 다른 첨단분야를 담당한다. 교육부는 COSS 사업에 연간 약 816억원을 지원하며, 각 컨소시엄은 약 102억원을 배정받는다. 추가로 산업교육센터 운영을 위한 16억원이 별도 지원된다. 사업 기간 동안 총 6년간 약 4,896억원 규모의 예산이 투입된다.

## 목적
- 교육 격차 해소: 수도권과 지방 대학 간, 대학 간 교육 역량 차이를 줄이고 균형 있는 교육 기회 제공.
- 첨단분야 인재 양성: 인공지능, 빅데이터, 차세대반도체 등 국가 전략 기술 분야의 전문 인재 양성.
- 대학 간 협력 강화: 대학들이 자원을 공유하며 상호 연계된 교육 시스템 구축.
- 산업 수요 대응: 산업계의 최신 기술 수요에 부합하는 교육 커리큘럼 개발 및 제공.

## 구조 및 운영

### 컨소시엄 구성
- 대학주도형 7개(주관대학 1개교 참여대학 6개교)
- 지자체참여형 5개교(주관대학 1개교 참여대학 4개교 지자체)

### 운영 방식
- 공유 교육 플랫폼: 학생들은 전공에 관계없이 COSS 플랫폼을 통해 첨단분야 강의를 수강할 수 있다.
- 통합 플랫폼 앱: 2024년 7월 오픈된 COSS 통합플랫폼 앱을 통해 강의 정보, 프로그램, 이벤트 등을 확인할 수 있다.
- CO-WEEK ACADEMY: 매년 1회 열리는 팝업 캠퍼스 행사로, 18개 컨소시엄의 강의를 한 자리에서 체험할 수 있다. 최대 16시간(990분)의 교육 수료가 가능하다.
- CO-SHOW: 첨단분야 혁신융합대학사업(COSS)을 통해 개발된 융합 교육 프로그램과 그 성과를 널리 알리고, 국민 누구나 참여할 수 있는 체험의 장을 제공한다. 초·중·고등학생부터 대학생, 일반 시민까지 전 세대를 대상으로 하며, 입장료는 무료이다.

### 개인정보 처리
COSS 공식 홈페이지는 개인정보 보호법 제30조에 따라 회원 가입, 서비스 제공, 교육 활동 지원 등을 목적으로 개인정보를 처리한다. 시스템 운영 및 유지보수는 ㈜에이치지에 위탁되며, 개인정보 보호 관련 권리 보장 및 불만 처리 절차가 마련되어 있다.

## 지원 분야

### 대학주도형
1. 인공지능(AI)
2. 빅데이터
3. 차세대반도체
4. 미래자동차
5. 바이오헬스
6. 실감미디어
7. 지능형 로봇
8. 에너지신산업

### 지자체참여형
1. 항공드론
2. 반도체소부장
3. 이차전지
4. 차세대통신
5. 에코업
6. 그린바이오
7. 첨단소재나노융합
8. 데이터보안활용융합
9. 차세대디스플레이
10. 사물인터넷

## 선정 대학

### 대학주도형
| 첨단분야     | 주관대학         | 참여대학                                                                                   |
| ------------ | ---------------- | ------------------------------------------------------------------------------------------ |
| 인공지능     | 전남대학교       | 성균관대학교, 서울시립대학교, 서울과학기술대학교, 경북대학교, 전주대학교, 영진전문대학교   |
| 빅데이터     | 서울대학교       | 경상국립대학교, 서울시립대학교, 숙명여자대학교, 전북대학교, 한동대학교, 경기과학기술대학교 |
| 차세대반도체 | 서울대학교       | 강원대학교, 대구대학교, 숭실대학교, 조선이공대학교, 중앙대학교, 포항공과대학교             |
| 미래자동차   | 국민대학교       | 계명대학교, 대림대학교, 선문대학교, 아주대학교, 인하대학교, 충북대학교                     |
| 바이오헬스   | 단국대학교       | 대전대학교, 동의대학교, 상명대학교, 우송대학교, 원광보건대학교, 홍익대학교                 |
| 실감미디어   | 건국대학교       | 경희대학교, 계명대학교, 계원예술대학교, 배재대학교, 전주대학교, 중앙대학교                 |
| 지능형로봇   | 한양대학교 ERICA | 광운대학교, 부경대학교, 상명대학교, 조선대학교, 영진전문대학교, 한국공학대학교             |
| 에너지신산업 | 고려대학교       | 서울대학교, 한양대학교, 강원대학교, 부산대학교, 전북대학교, 경남정보대학교                 |

### 지자체참여형
| 첨단분야           | 주관대학           | 참여대학                                                       | 참여지자체     |
| ------------------ | ------------------ | -------------------------------------------------------------- | -------------- |
| 항공드론           | 한국항공대학교     | 인하대학교, 한서대학교, 경북대학교, 연암공과대학교             | 대구광역시     |
| 반도체소부장       | 서울과학기술대학교 | 한국기술교육대학교, 한국공학대학교, 한남대학교, 대림대학교     | 충청남도       |
| 이차전지           | 충북대학교         | 부산대학교, 가천대학교, 인하대학교, 경남정보대학교             | 충청북도       |
| 차세대통신         | 국민대학교         | 서울시립대학교, 전남대학교, 한국항공대학교, 울산과학대학교     | 광주광역시     |
| 에코업             | 고려대학교(세종캠) | 고려대학교, 건국대학교, 영남대학교, 전주비전대학교             | 세종특별자치시 |
| 그린바이오         | 충남대학교         | 경희대학교, 서울대학교, 전남대학교, 연암대학교                 | 대전광역시     |
| 첨단소재나노융합   | 중앙대학교         | 강원대학교, 한남대학교, 국립금오공과대학교, 인하공업전문대학교 | 강원특별자치도 |
| 데이터보안활용융합 | 강원대학교         | 아주대학교, 충남대학교, 한양대학교 ERICA, 영남이공대학교       | 강원특별자치도 |
| 차세대디스플레이   | 단국대학교         | 경희대학교, 한서대학교, 호서대학교, 충북보건과학대학교         | 충청남도       |
| 사물인터넷         | 세종대학교         | 동국대학교, 대전대학교, 제주대학교, 제주한라대학교             | 제주특별자치도 |